# Erica stuartii
Erica stuartii är en ljungväxtart som först beskrevs av Macfarl., och fick sitt nu gällande namn av M.T. Masters. Erica stuartii ingår i släktet klockljungssläktet, och familjen ljungväxter. Inga underarter finns listade i Catalogue of Life.